# 가측 공간
측도론에서, 가측 공간(可測空間, 영어: measurable space)은 가측 집합(可測集合, 영어: measurable set)이라는 특별한 부분 집합들의 족이 부여된 집합이다. 가측 집합들은 가산 합집합 · 가산 교집합 · 여집합에 대하여 닫혀 있다. 측도론에서는 모든 집합들에 적절한 측도를 부여하는 것이 불가능하므로 흔히 사용되는 특정 집합들을 골라야 하며, 가측 공간의 개념은 이러한 선택을 공리화하여 얻는다. 두 가측 공간 사이의 자연스러운 사상은 가측 함수라고 한다.

## 정의
임의의 집합 {\displaystyle X}에 대하여, 그 멱집합 {\displaystyle {\mathcal {P}}(X)}는 완비 불 대수이며, 특히 시그마 대수이다.
가측 공간 {\displaystyle (X,\Sigma )}은 다음과 같은 데이터로 구성된다.
- {\displaystyle X}는 집합이다.
- {\displaystyle \Sigma \subseteq {\mathcal {P}}(X)}는 시그마 대수 {\displaystyle {\mathcal {P}}(X)}의 부분 시그마 대수이다. 즉, 다음 두 조건이 성립한다.
  - (여집합에 대한 닫힘) 모든 {\displaystyle S\in \Sigma }에 대하여, {\displaystyle X\setminus S\in \Sigma }이다.
  - (가산 합집합에 대한 닫힘) 가산 부분 집합 {\displaystyle {\mathcal {S}}\subseteq \Sigma } ({\displaystyle |{\mathcal {S}}|\leq \aleph _{0}})에 대하여, {\displaystyle \textstyle \bigcup {\mathcal {S}}\in \Sigma }이다. (특히, 만약 {\displaystyle {\mathcal {S}}=\varnothing }일 경우 {\displaystyle \textstyle \bigcup \varnothing =\varnothing \in \Sigma }이다.)

{\displaystyle \Sigma }의 원소를 {\displaystyle X}의 가측 집합이라고 한다.
가측 공간들과 가측 함수들은 구체적 범주 {\displaystyle \operatorname {Measble} }를 이룬다.

### 분리 가측 공간
가측 공간 {\displaystyle (X,\Sigma )}가 다음 조건을 만족시킨다면 분리 가측 공간(分離可測空間, 영어: separated measurable space)이라고 한다.
- {\displaystyle f\colon X\to {\mathcal {P}}(\Sigma )}, {\displaystyle f\colon x\mapsto \{S\in \Sigma \colon x\in S\}}는 단사 함수이다. 즉, 임의의 두 점 {\displaystyle x,y\in X}에 대하여, 만약 {\displaystyle x\neq y}라면, {\displaystyle x\in S\not \ni y}인 {\displaystyle S\in \Sigma }가 존재한다.

## 성질
임의의 가측 공간 {\displaystyle X}에서, 공집합 {\displaystyle \varnothing }과 전체 집합 {\displaystyle X}은 항상 가측 집합이다.

### 연산에 대한 닫힘
집합 {\displaystyle X} 위의 1개 이상의 (유한 또는 무한 개의) 임의의 가측 공간 구조들 {\displaystyle \{\Sigma _{i}\}}이 주어졌을 때, 그 교집합
{\displaystyle \bigcap _{i\in I}\Sigma _{i}}
역시 {\displaystyle X} 위의 가측 공간 구조이다.:Exercise 1.4.13 (그러나 이는 합집합에 대하여 성립하지 않는다.)
따라서, 임의의 집합족 {\displaystyle {\mathcal {F}}\subseteq {\mathcal {P}}(X)}에 대해, {\displaystyle {\mathcal {F}}}의 원소들을 가측 집합으로 하는 가장 엉성한 가측 공간 구조가 존재한다.:Definition 1.4.14 구체적으로, 이는 {\displaystyle {\mathcal {F}}}를 포함하는 가측 공간 구조들의 교집합이다. 이를 {\displaystyle \sigma ({\mathcal {F}})}로 표기하자.
따라서, 주어진 집합 {\displaystyle X} 위의 가측 공간 구조들의 족은 완비 격자를 이룬다.

### 크기
가측 공간 {\displaystyle (X,\Sigma )}의 가측 집합의 수는 항상 {\displaystyle 2^{n}} 꼴의 양의 정수이거나, 아니면 {\displaystyle 2^{\aleph _{0}}} 이상이다. 특히, 가측 공간은 가산 무한 개의 가측 집합을 가질 수 없다.
집합 {\displaystyle X}의 집합족 {\displaystyle {\mathcal {A}}\subseteq {\mathcal {P}}(X)}에 대하여, {\displaystyle {\mathcal {A}}}로부터 생성되는 가측 공간 구조 {\displaystyle \sigma ({\mathcal {A}})}의 크기의 상계는 다음과 같다.:Exercise 1.4.16
{\displaystyle |\sigma ({\mathcal {A}})|\leq |{\mathcal {A}}|^{\aleph _{0}}}
이는 {\displaystyle \sigma ({\mathcal {A}})}를 초한 귀납법으로 구성할 때 {\displaystyle \omega _{1}}번의 단계로 끝나기 때문이다. (여기서 {\displaystyle \omega _{1}}은 최소의 비가산 순서수이다.)

### 딘킨 π-λ 정리와 단조류 정리
집합 {\displaystyle X} 속의 집합족 {\displaystyle {\mathcal {A}}\subseteq {\mathcal {P}}(X)}에 대하여 다음 조건들을 정의하자.
- (π) {\displaystyle {\mathcal {A}}}는 2항 교집합에 대하여 닫혀 있다. 즉, 임의의 {\displaystyle A,B\in {\mathcal {A}}}에 대하여, {\displaystyle A\cap B\in {\mathcal {A}}}이다. 이를 만족시키는 집합족을 π계(영어: π-system)라고 한다.
- (λ) {\displaystyle {\mathcal {A}}}는 여집합에 대하여 닫혀 있으며, 가산 개의 서로소 집합들의 합집합에 대하여 닫혀 있다. (특히, 0개의 서로소 집합들의 합집합은 공집합이므로, {\displaystyle \varnothing \in {\mathcal {A}}}이다.) 이를 만족시키는 집합족을 λ계(영어: λ-system)라고 한다.
- (π′) {\displaystyle {\mathcal {P}}(X)}의 부분 불 대수를 이룬다. 즉, 여집합 · 유한 교집합 · 유한 합집합에 대하여 닫혀 있으며, {\displaystyle \varnothing \in {\mathcal {A}}}이다. 이를 만족시키는 집합족을 집합체(영어: field of sets)라고 한다.
- (λ′) {\displaystyle X\in {\mathcal {A}}}이며, 임의의 {\displaystyle A_{0},A_{1},\dots \in {\mathcal {A}}}에 대하여, {\displaystyle A_{0}\subseteq A_{1}\subseteq \cdots }라면, {\displaystyle \textstyle \bigcup _{i=0}^{\infty }A_{i}\in {\mathcal {A}}}이며, 임의의 {\displaystyle A_{0},A_{1},\dots \in {\mathcal {A}}}에 대하여, {\displaystyle A_{0}\supseteq {\mathcal {A}}_{1}\supseteq \cdots }라면, {\displaystyle \textstyle \bigcap _{i=0}^{\infty }A_{i}\in {\mathcal {A}}}이다. 이를 만족시키는 집합족을 단조류(영어: monotone class)라고 한다.

그렇다면, 다음이 성립한다.
집합 {\displaystyle X} 속의 집합족 {\displaystyle {\mathcal {A}}\subseteq {\mathcal {P}}(X)}에 대하여, 다음 세 조건이 서로 동치이다.
- 시그마 대수이다.
- (π) 조건과 (λ) 조건을 만족시킨다.
- (π′) 조건과 (λ′) 조건을 만족시킨다.

집합 {\displaystyle X} 속의 집합족 {\displaystyle {\mathcal {A}}\subseteq {\mathcal {P}}(X)}에 대하여, 다음이 성립한다.
- (딘킨 π-λ 정리 영어: Dynkin π–λ theorem) {\displaystyle {\mathcal {A}}}가 (π) 조건을 만족시킨다면, {\displaystyle {\mathcal {A}}}로부터 생성되는, (λ) 조건을 만족시키는 최소의 집합족은 시그마 대수이다.[3]:42, §1.3, Theorem 3.3
- (단조류 정리 영어: monotone class theorem) {\displaystyle {\mathcal {A}}}가 (π′) 조건을 만족시킨다면, {\displaystyle {\mathcal {A}}}로부터 생성되는, (λ′) 조건을 만족시키는 최소의 집합족은 시그마 대수이다.[3]:43, §1.3, Theorem 3.4

증명 (딘킨 π-λ 정리):
{\displaystyle {\mathcal {A}}}로부터 생성되는, (λ) 조건을 만족시키는 최소의 집합족을 {\displaystyle \lambda ({\mathcal {A}})}라고 하자. 그렇다면, {\displaystyle \lambda ({\mathcal {A}})}가 (π) 조건을 만족시킴을 보이면 된다.
{\displaystyle {\mathcal {L}}_{1}=\{B\in \lambda ({\mathcal {A}})|\forall A\in {\mathcal {A}}\colon A\cap B\in \lambda ({\mathcal {A}})\}}
라고 하자. 그렇다면, {\displaystyle {\mathcal {A}}}가 (π) 조건을 만족시키므로 {\displaystyle {\mathcal {A}}\subseteq {\mathcal {L}}_{1}}이다. 또한 {\displaystyle {\mathcal {L}}_{1}}는 (λ) 조건을 만족시킨다. 따라서, {\displaystyle {\mathcal {L}}_{1}=\lambda ({\mathcal {A}})}이다.
{\displaystyle {\mathcal {L}}_{2}=\{A\in \lambda ({\mathcal {A}})|\forall B\in \lambda ({\mathcal {A}})\colon A\cap B\in \lambda ({\mathcal {A}})\}}
라고 하자. {\displaystyle {\mathcal {L}}_{1}=\lambda ({\mathcal {A}})}이므로 {\displaystyle {\mathcal {A}}\subseteq {\mathcal {L}}_{2}}이며, {\displaystyle {\mathcal {L}}_{2}}는 (λ) 조건을 만족시키므로, {\displaystyle {\mathcal {L}}_{2}=\lambda ({\mathcal {A}})}이다. 즉, {\displaystyle \lambda ({\mathcal {A}})}는 (π) 조건을 만족시킨다.
증명 (단조류 정리):
위 증명을 (π′) 조건과 (λ′) 조건에 적용하면 단조류 정리의 증명을 얻는다.

### 범주론적 성질
가측 집합과 가측 함수의 범주 {\displaystyle \operatorname {Measble} }은 구체적 범주
{\displaystyle F\colon \operatorname {Measble} \to \operatorname {Set} }
{\displaystyle F\colon (X,\Sigma )\mapsto X}
를 이루며, {\displaystyle F}는 위상 함자이다. 따라서, {\displaystyle \operatorname {Measble} }은 완비 범주이며 쌍대 완비 범주이다.
{\displaystyle \operatorname {Measble} }의 시작 대상은 (유일한 가측 공간 구조를 갖춘) 공집합이며, {\displaystyle \operatorname {Measble} }의 끝 대상은 (유일한 가측 공간 구조를 갖춘) 한원소 집합이다.

## 예
{\displaystyle X}를 임의의 집합이라고 할 때, 다음은 모두 {\displaystyle X} 위의 가측 공간 구조이다.
- 양의 정수가 아닌 임의의 기수 {\displaystyle \kappa }에 대하여, {\displaystyle \left\{S\subseteq X|\min\{|S|,|X\setminus S|\}\leq \kappa \right\}}는 시그마 대수를 이룬다. 즉, 이는 {\displaystyle X}의 부분집합 가운데 크기가 {\displaystyle \kappa } 이하이거나 그 여집합의 크기가 {\displaystyle \kappa } 이하인 집합들의 족이다.
  - 만약 {\displaystyle \kappa =0}이라면, 이는 {\displaystyle \{\varnothing ,X\}}이다. 이 집합족은 자명 가측 공간 구조이며, {\displaystyle X} 위의 가장 엉성한 가측 공간 구조이다.
  - 만약 {\displaystyle \kappa \geq |X|}라면, 이는 {\displaystyle X}의 멱집합 {\displaystyle {\mathcal {P}}(X)}이다. 이를 이산 가측 공간이라고 하며, 이는 {\displaystyle X} 위의 가장 섬세한 가측 공간 구조이다.
- {\displaystyle X}의 분할 {\displaystyle \textstyle X=\bigsqcup _{A\in {\mathcal {P}}}A}이 주어진다면, {\displaystyle \{\textstyle \bigcup {\mathcal {Q}}|{\mathcal {Q}}\subseteq {\mathcal {P}}\}}는 {\displaystyle X} 위의 가측 공간 구조를 이룬다.

### 유한 집합 위의 시그마 대수
유한 집합 {\displaystyle X} 위의 모든 가측 공간 구조는 {\displaystyle X}의 분할로서 정의된다. 즉, 유한 집합 위의 가측 공간 구조들은 그 분할과 일대일 대응하며, 크기가 {\displaystyle n=0,1,2,\dots }인 유한 집합 위의 가측 공간 구조의 수는 벨 수
1, 1, 2, 5, 15, 52, 203, 877, 4140, 21147, 115975, … (OEIS의 수열 A000110)
이다.
예를 들어, 크기가 3인 유한 집합 {\displaystyle \{a,b,c\}} 위의 분할과 가측 공간 구조들은 다음과 같다.
| 분할          | 가측 집합                                            | 비고           |
| ------------- | ---------------------------------------------------- | -------------- |
| {a, b, c}     | {}, {a, b, c}                                        | 자명 가측 공간 |
| {a}, {b, c}   | {}, {a}, {b, c}, {a, b, c}                           |                |
| {a, b}, {c}   | {}, {a, b}, {c}, {a, b, c}                           |                |
| {a, c}, {b}   | {}, {a, c}, {b}, {a, b, c}                           |                |
| {a}, {b}, {c} | {}, {a}, {b}, {c}, {a, b}, {b, c}, {a, c}, {a, b, c} | 이산 가측 공간 |

### 보렐 시그마 대수
위상 공간 위의 보렐 집합들의 집합은 시그마 대수를 이루며, 이를 보렐 시그마 대수 {\displaystyle \operatorname {Borel} (X)}라고 한다.
위상 공간 {\displaystyle X}에 대하여 다음 두 조건이 서로 동치이다.
- {\displaystyle (X,\operatorname {Borel} (X))}는 분리 가측 공간이다.
- {\displaystyle X}는 콜모고로프 공간이다.

유한 집합 위의 모든 가측 공간 구조는 적절한 위상의 보렐 시그마 대수로 나타낼 수 있다. 그러나 무한 집합의 경우 임의의 위상의 보렐 시그마 대상으로 나타낼 수 없는 가측 공간 구조 또한 존재한다. 구체적으로, {\displaystyle S}가 크기 {\displaystyle 2^{\aleph _{0}}}의 비가산 집합이라고 하자. 크기 2의 이산 공간 {\displaystyle \{0,1\}}의 비가산 곱공간 {\displaystyle \{0,1\}^{S}}을 생각하자. 이 곱위상은 기저
{\displaystyle {\mathcal {B}}=\left\{\prod _{s\in S}U_{s}\colon U_{s}\subseteq \{0,1\}\forall s\in S,\;|\{s\in S\colon U_{r}\neq \{0,1\}\}|<\aleph _{0}\right\}}
로 생성된다. 그렇다면, {\displaystyle {\mathcal {B}}}로 생성되는 가측 공간 구조는 {\displaystyle \{0,1\}^{S}} 위의 임의의 위상의 보렐 시그마 대수로 나타낼 수 없다.